# Bukațite, Smolean
Bukațite (în bulgară Букаците) este un sat în comuna Smolean, regiunea Smolean,  Bulgaria. 

## Demografie
Componența etnică a satului Bukațite
     Bulgari (75,75%)
     Nicio identificare (24,24%)
     Altele (0%)
La recensământul din 2011, populația satului Bukațite era de 33 locuitori. Din punct de vedere etnic, majoritatea locuitorilor (75,75%) erau bulgari. Pentru 24,24% din locuitori nu este cunoscută apartenența etnică.